# Alexandru Bujorean

Alexandru Bujorean

Alexandru Bujorean (n. 10 iulie 1988, Leova, Republica Moldova) este un politician moldovean, primar al orașului Leova din 2019 și vicepreședinte al Congresului Autorităților Locale din Moldova (CALM) din 2020. Este fondator și copreședinte al Ligii Orașelor și Comunelor (LOC), partid politic înregistrat în 2023.

## Biografie
Alexandru Bujorean s-a născut în orașul Leova. A absolvit studiile de drept și administrație publică, implicându-se activ în viața publică și proiecte comunitare.

## Carieră politică

### Guvernul Republicii Moldova
Din 2011 până în 2016 a deținut funcția de șef-adjunct al Oficiului Teritorial Hîncești al Cancelariei de Stat, având rolul de reprezentant al Guvernului în teritoriu și responsabil de coordonarea activității serviciilor publice desconcentrate din raionul Leova.

### Primar al orașului Leova
În 2019, Bujorean a fost ales primar al orașului Leova, obținând ulterior un nou mandat cu 73% din voturi la alegerile locale din 2023. Ca primar, a promovat proiecte de infrastructură, inclusiv modernizarea rețelelor de apă și canalizare, renovarea parcului și  stadionului orășenesc, crearea unui complex turistic și inițierea unei platforme industriale multifuncționale pentru dezvoltarea economică locală.

### Activitate în CALM
Din 2020, este vicepreședinte al Congresului Autorităților Locale din Moldova (CALM), reprezentând interesele administrațiilor locale și promovând descentralizarea administrativă și financiară.

### Liga Orașelor și Comunelor
În 2023, Alexandru Bujorean a fondat partidul politic Liga Orașelor și Comunelor (LOC), format din primari, consilieri locali și activiști civici. Formațiunea militează pentru consolidarea autonomiei locale, descentralizare, apropierea Moldovei de Uniunea Europeană și implicarea comunităților locale în procesul decizional. În 2025, LOC participă la alegerile parlamentare anticipate din Republica Moldova.

## Viziune politică
Bujorean promovează reforma administrației publice, independența justiției și construcția unui stat de drept funcțional. Este un susținător al integrării europene și al parteneriatelor internaționale pentru dezvoltarea comunităților locale.

## Activitate internațională
A reprezentat Republica Moldova la diverse foruri internaționale și europene privind administrația locală, inclusiv la Comitetul European al Regiunilor. A dezvoltat parteneriate cu municipalități și organizații din Uniunea Europeană, Ucraina și alte state.